# Шлем ужаса
«Шлем ужаса: Креатифф о Тесее и Минотавре» — седьмой роман современного российского писателя-постмодерниста Виктора Пелевина, созданный по заказу британского издательства «Canongate» в рамках международного проекта «Мифы» и изданный в 2005 году стотысячным тиражом.
Ещё до выхода печатной версии «Шлема ужаса» в продажу поступила одноименная аудиокнига. Роли главных персонажей озвучили: телеведущая Тина Канделаки, переводчик и актёр озвучивания Леонид Володарский, актриса Мария Голубкина, актёр озвучивания Алексей Колган, актриса Юлия Рутберг, актёр и телеведущий Николай Фоменко, музыкант Александр Ф. Скляр и другие. Печатное издание незначительно отличается от аудиокниги — персонаж аудиоверсии Sartrik переименован в Sliff_zoSSchitan, и из текста изъяты некоторые его реплики. Вскоре после выхода романа была создана театральная постановка «Shlem.com». Пьеса поставлена московским режиссёром Живиле Монтвилайте по мотивам «Шлема ужаса».
Жанр произведения, написанного в форме интернет-чата, не обозначен в печатном издании. Тем не менее, на официальном сайте творчества Виктора Пелевина текст книги опубликован в разделе «Романы», подобное жанровое определение присутствует также в некоторых обзорных статьях, посвященных произведению. В некоторых рецензиях и критических обзорах по отношению к тексту используются термины пьеса, драматическая повесть.

## Сюжет
Восемь персонажей встречаются в одном очень странном чате. Каждый из них неизвестным образом попал в одну из однотипных комнат с монитором и клавиатурой. Вскоре они понимают, что стали участниками мифа о Тесее и Минотавре. Но ситуация оказывается намного сложнее, чем кажется на первый взгляд.
Персонажи:
- Monstradamus
- IsoldA
- Nutscracker
- Organizm(-:
- Theseus (TheZeus) (только несколько реплик)
- Ariadna
- UGLI 666
- Romeo-y-Cohiba
- Sartrik (или Sliff_zoSSchitan)

У каждого из персонажей за дверью есть свой собственный лабиринт. У Монстрадамуса — тупик и заряженный револьвер, у Изольды и Ромео — парк (поэтому они пытаются в нём встретиться), у Щелкунчика — комната с аппаратурой и кассетами, у Организма — заставка maze, у Ариадны — спальня, у UGLI 666 — собор, у Слива — «холодильник синьки»…

## Аудиокнига
На две недели раньше бумажного издания книги вышла её аудио-версия в форматах Audio CD и MP3.
Аудиокнига отличается от бумажного варианта набором действующих лиц: из него исключается Sliff_zoSSchitan, которого частично заменяет Sartrik. При этом стереотипные комментарии из реплик персонажа исчезают.
Роли:
- Monstradamus — Леонид Володарский
- Isolda — Мария Голубкина
- Nutscracker — Алексей Колган
- Organizm(-: — Сергей Фролов
- Theseus — Рафаэль Сафин
- Ariadna — Тина Канделаки[6]
- UGLI 666 — Юлия Рутберг
- Romeo-y-Cohiba — Николай Фоменко
- Sartrik — Александр Ф. Скляр

Время звучания: 2:41
Издательство: «Союз»
Дата релиза: октябрь 2005 года

## Интересные факты
Сам Виктор Олегович Пелевин так рассказывает о своей работе над книгой:

Это очень интересный проект издательства: всем участникам было дано задание написать версию какого-нибудь мифа по своему выбору, в любой форме. Я попросил дочку своих знакомых итальянцев выбрать для меня миф, она долго думала, а потом прислала мне мэйл с одним единственным словом Minotaurus…
- Слоган книги: «Построю лабиринт, в котором смогу затеряться с тем, кто захочет меня найти, — кто это сказал и о чём?».
- Произведение Виктора Пелевина «Шлем ужаса» носит подстрочное название «Креатифф о Тесее и Минотавре».
- На обратной стороне обложки Шлема ужаса находятся следующие фразы, пародирующие «язык падонков» и имитирующие отзывы о книге:
  - Афтар, расбигись и убей сибя апстену! // user Sliff_zoSSchitan
  - Афтар лжжот. Имхо КГ/АМ, прости Господи! // user UGLI 666
  - Нираскрыта тема эпистемологии. Аффтар залезь ф газенваген и выпей йаду! // user Minotaur
  - Смиялсо. Афтар пеши есчо. // user Theseus
  - Ужоснах (показана в виде надписи на стене лабиринта, изображенного на обложке)
- Персонаж Сартрик, которого постоянно тошнит — по-видимому, отсылка к французскому философу двадцатого века Жан-Полю Сартру, прославившемуся романом «Тошнота».

## Другие значения
«Шлем ужаса» — рунический защитный знак «эгисхъялм» («ægishjálmur»), знак дракона Фафнира. Символ образован из четырёх сложенных вместе рун альгиз.

## Издания
- 2005 — Виктор Пелевин. Шлем ужаса: Креатифф о Тесее и Минотавре. — М.: Открытый Мир, 2005. — 224 с. — (Мифы). — 100 000 экз. — ISBN 5-9743-0010-6.
- 2005 — Виктор Пелевин. Шлем ужаса. Миф о Тесее и Минотавре (аудиокнига MP3 на 3 CD). — Союз, 2005. — (Мифы). — ISBN SSTCD-0113-05.
- 2005 — Виктор Пелевин. Шлем ужаса. Миф о Тесее и Минотавре (аудиокнига MP3). — Союз. — (Мифы).

### Статьи
- Пелевин В. Шлем ужаса: Креатифф о Тесее и Минотавре — статья Алексея Верницкого, журнал «Новое литературное обозрение»
- Мифологическая основа романа В. Пелевина «Шлем Ужаса» — статья Марии Решетняк

### Рецензии
- Шлем ужаса — рецензия Льва Данилкина, журнал «Афиша»
- Ужас «Шлема» — рецензия Павла Басинского, «Литературная газета»
- Про людей и нелюдей — рецензия Ольги Лебёдушкиной, журнал «Дружба Народов»
- Вы слышите их? — рецензия Дмитрия Бавильского, интернет-газета «Взгляд»
- Шлем ужаса Архивная копия от 14 ноября 2010 на Wayback Machine — рецензия Натальи Курчатовой, журнал «TimeOut»